# Smolné Pece
Smolné Pece (německy Pechöfen) jsou obec v okrese Karlovy Vary v Karlovarském kraji. Leží necelých jedenáct kilometrů severozápadně od Karlových Varů a 4,5 kilometru jihovýchodně od Nejdku. Smolné Pece, nejmladší obec Nejdecka, se nachází na rozsáhlé mýtině severního úbočí Hamerského vrchu. Z velké části je obec obklopena lesem. Žije zde 242 obyvatel.

## Historie
Smolné Pece, osada na rozlehlé mýtině poblíž Nejdku, byla původně označována německým názvem Pechöfen, obdobně jako někdy s ní zaměňovaná víska u Horní Blatné. Jak název prozrazuje, jejím předchůdcem byly zřejmě boudy výrobců smůly, v minulosti hojně využívané zejména bednáři, ševci a dalšími řemeslníky. Důležitým předpokladem pro zřízení „smolných pecí“ býval přitom dostatek na pryskyřici bohatého dříví smrků a dalších jehličnanů.
Osada vznikla roku 1872 a zprvu tvořila součást Fojtova (Voitsgrün). Duchovní správu zde vykonával farář z Děpoltovic. Nepochybně zde v minulosti byly buď smolné pece, kde se surová smola zušlechťovala tavením ve zvláštních pecích nebo vznikala jako vedlejší produkt při výrobě dřevěného uhlí v milířích. Pece byly stavěné z kamene či cihel. V roce 1886 měl Fojtov, včetně Smolných Pecí, 119 obydlených domů a 791 obyvatel. V roce 1890 spadají Smolné Pece jako již samostatně uváděná ves pod hejtmanství Kraslice, soudní okres Nejdek, farou a poštou pod Děpoltovice, v obci bylo 32 domů se 185 obyvateli. V roce 1970 měly Smolné Pece 39 trvale obydlených domů se 139 obyvateli, v roce 1980 měly 29 trvale obydlených domů s 87 trvale bydlícími obyvateli.
Jednota Toužim postavila v roce 1976 prodejnu smíšeného zboží, kterou obec později odkoupila a v současné době ji pronajímá. V obci Smolné Pece je také v provozu místní hospůdka Smolnička. Trvale zde žije přes sto obyvatel, je zde ovšem mnoho rekreačních chat a chalup.

## Obyvatelstvo
| Rok            | 1890 | 1900 | 1910 | 1921 | 1930 | 1961 | 1970 | 1980 | 1991 | 2001 | 2011 | 2021 |
| -------------- | ---- | ---- | ---- | ---- | ---- | ---- | ---- | ---- | ---- | ---- | ---- | ---- |
| Počet obyvatel | 185  | 247  | 280  | —    | 327  | 177  | 139  | 87   | 57   | 91   | 148  | 230  |
| Počet domů     | 32   | 43   | 41   | 51   | 56   | 45   | 39   | 29   | 28   | 40   | 55   | 75   |

## Obecní správa
Mezi lety 1961–1975 Smolné Pece patřily jako část obce k Fojtovu. Od 1. ledna 1976 do 23. listopadu 1990 patřily jako část města k Nejdku a od 24. listopadu 1990 jsou samostatnou obcí.

### Obecní symboly
Znak a vlajka byly obci uděleny rozhodnutím předsedy Poslanecké sněmovny Parlamentu České republiky dne 7. října 2003.